# キャベツスープダイエット

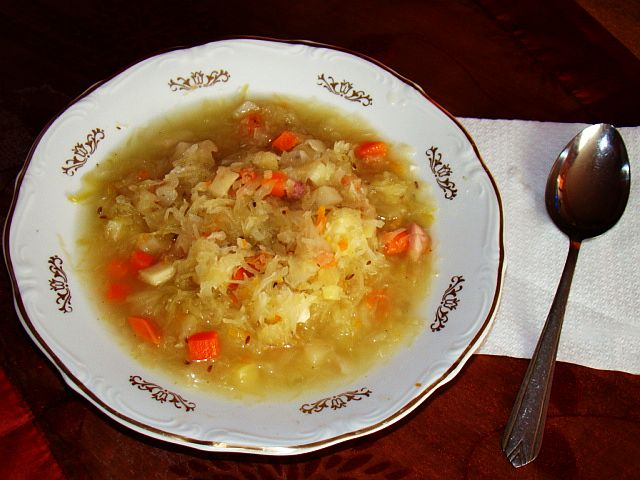
キャベツスープ

キャベツスープダイエットは、7日間にわたる低カロリーのキャベツスープの大量消費を中心とする過激なダイエット。短期間での減量を目的としたものであり、長期的な実施を必要としないという点で一般的にファド・ダイエットと考えられている。
このダイエットの趣旨として主張される典型例は一週間で体重を4.5kg減らすというものであるが、栄養専門家は一週間以内にその程度の脂肪を減らすことはほぼ不可能であることを指摘しており、体重の減少量の多くは水分である。

## 背景
ダイエットの起源は不明であり、1980年代にfaxlore（FAXを通じた民間伝承）の一部として最初に人気を得た。キャベツスープダイエットには「Sacred Heart Diet」「Military Cabbage Soup」「TJ Miracle Soup Diet」「Russian Peasant Diet」など多くの名前があり、上記の通りダイエットを主流団体に結び付けていることが多いが、名指しされた全ての団体は本ダイエットとの関連を否定している。一般的にこのダイエットのほぼすべての方式でダイエットをする人はキャベツスープを好きなだけ摂取できることを強調している。

## 批判
多くの個人と医療専門家は本ダイエットに批判的である。体重の減少量の殆どは水分であり脂肪ではないため減量は一時的なものである。このダイエット中の1日あたりのカロリー量は、長期継続に安全と考えられる量よりもはるかに少ない。さらに、頻繁に提供されるスープ用のレシピは、通常は美味しくするためにナトリウム含有量が非常に多く、またこのダイエット中の数日間はタンパク質の摂取量が実質的にゼロになる。多くの人々はこのダイエットの過程で脱力感と頭のふらつきを報告している。
実用的なレベルでは、スパイシーな種類が登場しているものの最も一般的な種類のスープレシピは淡白だと批判されている。それでもスープの淡白さは7日間にわたって継続できる人がほとんどいないことを意味し、一週間のダイエットを始めて日がたつにつれスープの臭いがするたびに吐き気を催すと多く報告される。また、ダイエットの一般的な副作用が鼓腸であることも注目されている。